# Francesca Schervier
Francesca Schervier (Aquisgrana, 3 gennaio 1819 – Aquisgrana, 14 dicembre 1876) è stata una religiosa tedesca.
Fondò la Congregazione delle Suore dei Poveri di San Francesco.
Francesca era figlia del fabbricante di aghi Giovanni Enrico Schervier (1784–1845) e della di lui consorte Maria Louisa Vittoria Migeon (1781–1832). Ebbe come padrino di battesimo l'imperatore Francesco I d'Austria.

## Biografia
Francesca apparteneva a quelle persone di ampie vedute dei movimenti caritativi e sociali del XIX secolo e si distingueva già dalla sua gioventù per la devozione e l'amore per il prossimo:
il suo modello era San Francesco d'Assisi. Il 3 ottobre 1845 Francesca decise, con quattro giovani donne aventi le medesime intenzioni, di iniziare una vita comunitaria di tipo conventuale in una casa presso la Jakobstor di Aquisgrana. Inizialmente esse si presero cura delle ex-prostitute. Tre anni dopo le assistite dalla comunità conventuale si trasferirono in una nuova dimora.
Poiché contemporaneamente un'epidemia di colera minacciava la città, Francesca Schervier chiese al sindaco di potersi occupare con le sue consorelle della cura dei futuri ammalati di colera. Il primo caso di colera della città fu annunciato già il 5 luglio del 1849 e l'epidemia durò 169 giorni. Il 2 luglio 1851 la comunità delle suore fu approvata come comunità conventuale dall'arcivescovo di Colonia cardinale Geissel ed assunse il nome di "Povere Sorelle di san Francesco". Il 12 agosto del medesimo anno Francesca Schervier e le sue consorelle, divenute nel frattempo ventitré, ricevettero l'investitura nella chiesa di San Paolo in Aquisgrana, ove era stata battezzata Francesca.
Sette anni dopo veniva istituita una sede della nuova Congregazione negli Stati Uniti d'America, per assistere le comunità di emigrati tedeschi a New York e nell'Ohio.
Nel 1857, Francesca incoraggiò Philip Hoever nel fondare i "Fratelli dei Poveri di San Francesco Serafico", una congregazione di fratelli laici del Terzo Ordine di San Francesco, istituita per svolgere opera di carità a favore dei bimbi orfani e provvedere all'istruzione dei giovani delle classi meno abbienti. Nel 1863 Madre Francesca visitò gli Stati Uniti ed aiutò le consorelle nell'assistenza ai soldati feriti nel corso della guerra di secessione americana. Ella tornò ancora negli Stati Uniti nel 1868.
Francesca morì in odore di santità nella sua città natale all'età di 58 anni, dopo una vita dedicata interamente all'assistenza morale e materiale ai poveri ed agli emarginati, oltre che allo sviluppo della Congregazione da lei stessa fondata. (Alla sua morte la Congregazione da lei fondata annoverava già 2.500 membri in tutto il mondo). Il 14 settembre 1896 la sua salma fu traslata nella cappella della Casa Madre della Congregazione ad Aquisgrana.

### Approvazione della Congregazione e processo di beatificazione
Nel 1908 la Congregazione fondata da Francesca fu ufficialmente approvata da Papa Pio X ed assunse il nome di Congregazione della Suore dei Poveri di San Francesco.
Già poco dopo la sua morte iniziarono le petizioni per la sua beatificazione ma bisognò attendere fino al 1928 perché la relativa causa fosse aperta. Finalmente, il 28 aprile 1974, Francesca, con una solenne funzione liturgica nella Basilica di San Pietro a Roma, fu proclamata beata da Papa Paolo VI.